# Amychus
Amychus là một chi bọ cánh cứng trong họ 
Elateridae.
Chi này được miêu tả khoa học năm 1876 bởi Pascoe.

## Các loài
Chi này có các loài:
- Amychus candezei Pascoe, 1877